# Phiale bryante
Phiale bryante är en spindelart som beskrevs av Roewer 1951. Phiale bryante ingår i släktet Phiale och familjen hoppspindlar. Inga underarter finns listade i Catalogue of Life.